# Владимир Кьосев
Владимир Николов Кьосев е български скулптор и художник.

## Биография
Роден е на 18 юни 1918 година в село Радловци, Кюстендилско. Завършва Художествената академия - София, специалност монументална скулптура, при проф. Любомир Далчев (1955). През 1957-68 г. е преподавател по рисуване в София.
От 1968 г. е на свободна практика. Изявява се в областта на портрета и фигуралната композиция. Участва в изложби: София (1978, с композиция „За свободата“, Кюстендил 1974 – „Разпит“), София (1975 – бюст „Георги Горанов“, портрет на Петко Напетов), Кюстендил (1974 – „Кюстендилка“ и „Бъдещият инженер“), София (1967 – „Момиче“, „В час по трудово обучение“). Участва в общите изложби (1982 и 1983) и със самостоятелна изложба (1984) в Хайделберг, Германия. Негови творби има в Дупница, Банкя, Трявна, Кърджали, Софийската градска галерия, Историческия музей – Кюстендил и др.
От 1973 практикува в редица западноевропейски страни (Франция, Германия и др.). Член на Творческия фонд на СБХ (1957) и на Съюза на художниците в ГФР (1984).
Починал през 2001 година.